# Svatý Jan (Struhařov)
Svatý Jan (Duits: Sankt Johann of Sankt Johann bei Struharau) is een Tsjechische plaats in de gemeente Struhařov, regio Midden-Bohemen, en maakt deel uit van het district Benešov. Het dorp ligt op 4 kilometer afstand van Struhařov en is vastgegroeid aan Býkovice.
Svatý Jan telt 5 inwoners (2021).

## Geografie
De Budkovskýbeek (Duits: Budkauer Bach) stroomt door het dorp.

## Geschiedenis
De eerste schriftelijke vermelding van het dorp dateert van 1844.
Sinds 1960 is Svatý Jan ondergebracht bij het district Benešov.

## Verkeer en vervoer

### Autowegen
Er leidt een regionale weg naar het dorp.

### Spoorlijnen
Er is geen station in Svatý Jan. Het dichtstbijzijnde station is in Struhařov, op zo'n zes kilometer afstand. Dat station ligt aan de spoorlijn van Praag naar Benešov en Vlašim.

### Buslijnen
Er is geen bushalte in het dorp. De dichtstbijzijnde bushalte is in Býkovice, op 170 meter afstand:
| Halte               | Lijn(en) | Traject(en)      | Vervoerder(s) |
| ------------------- | -------- | ---------------- | ------------- |
| Struhařov, Býkovice | 799      | Benešov - Vlašim | CŠAD Benešov  |

## Bezienswaardigheden
- Dorpskapel;
- Wegkruis.

## Galerij

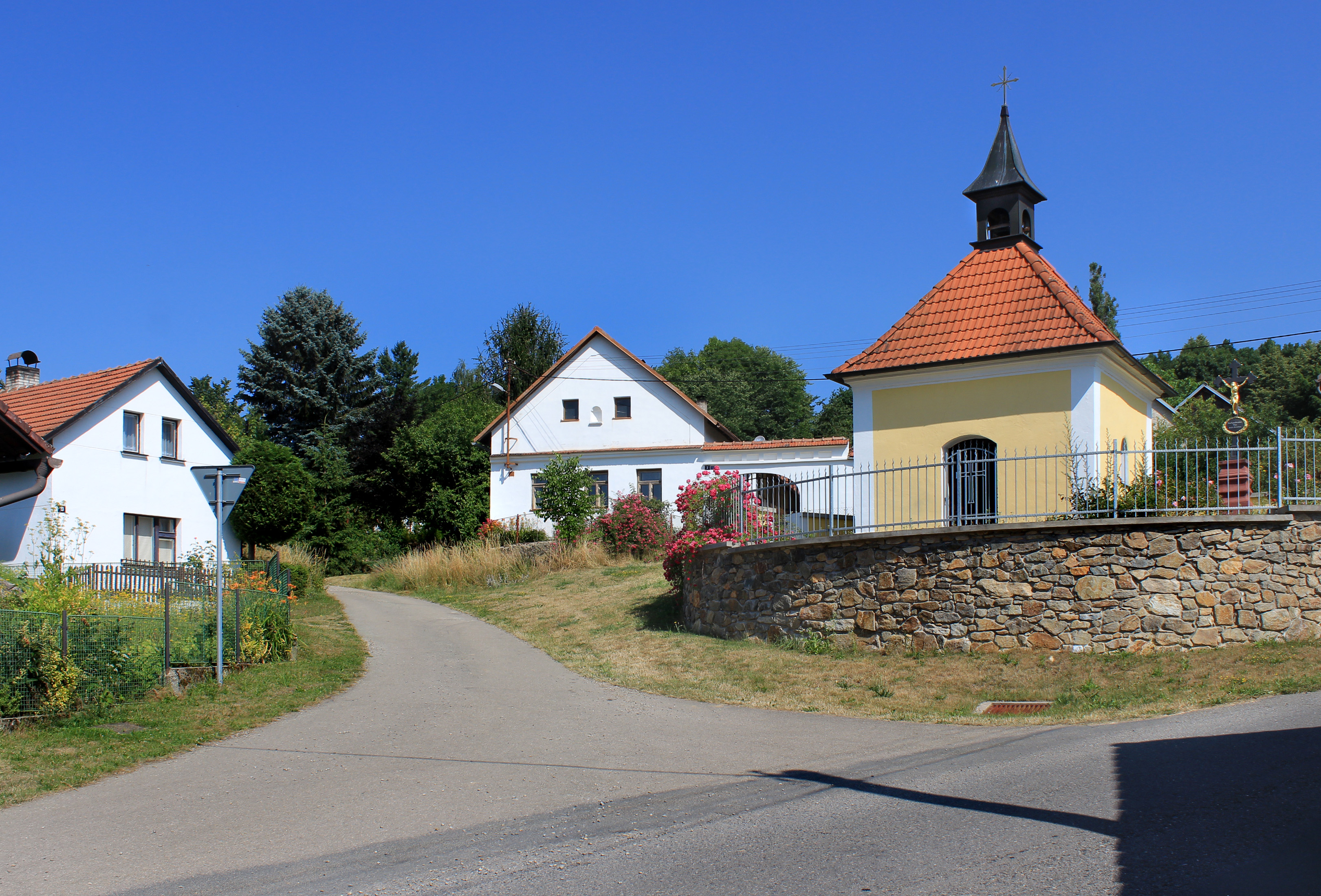
Dorpskapel (2015)
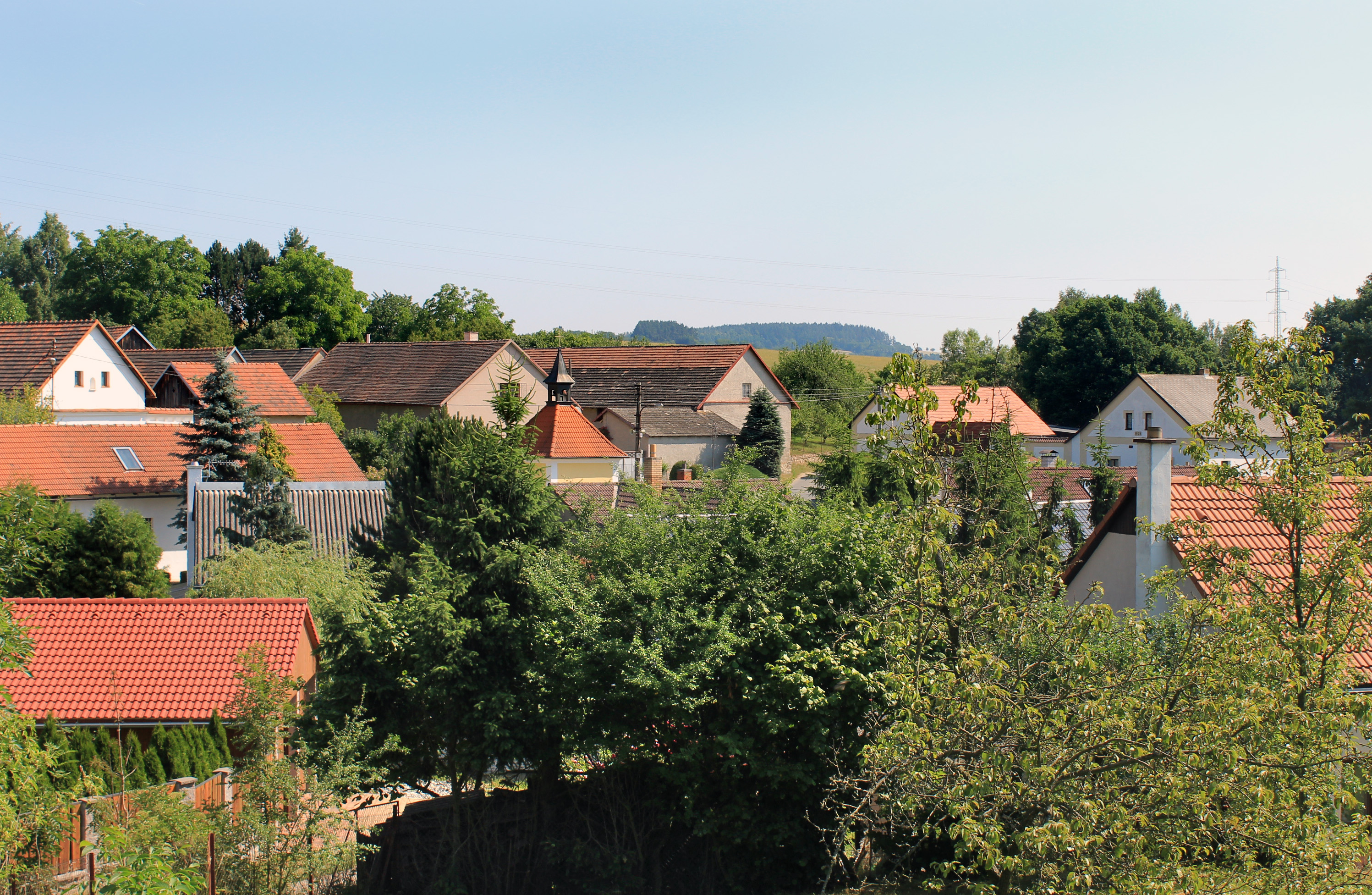
Uitzicht over het dorp (2015)
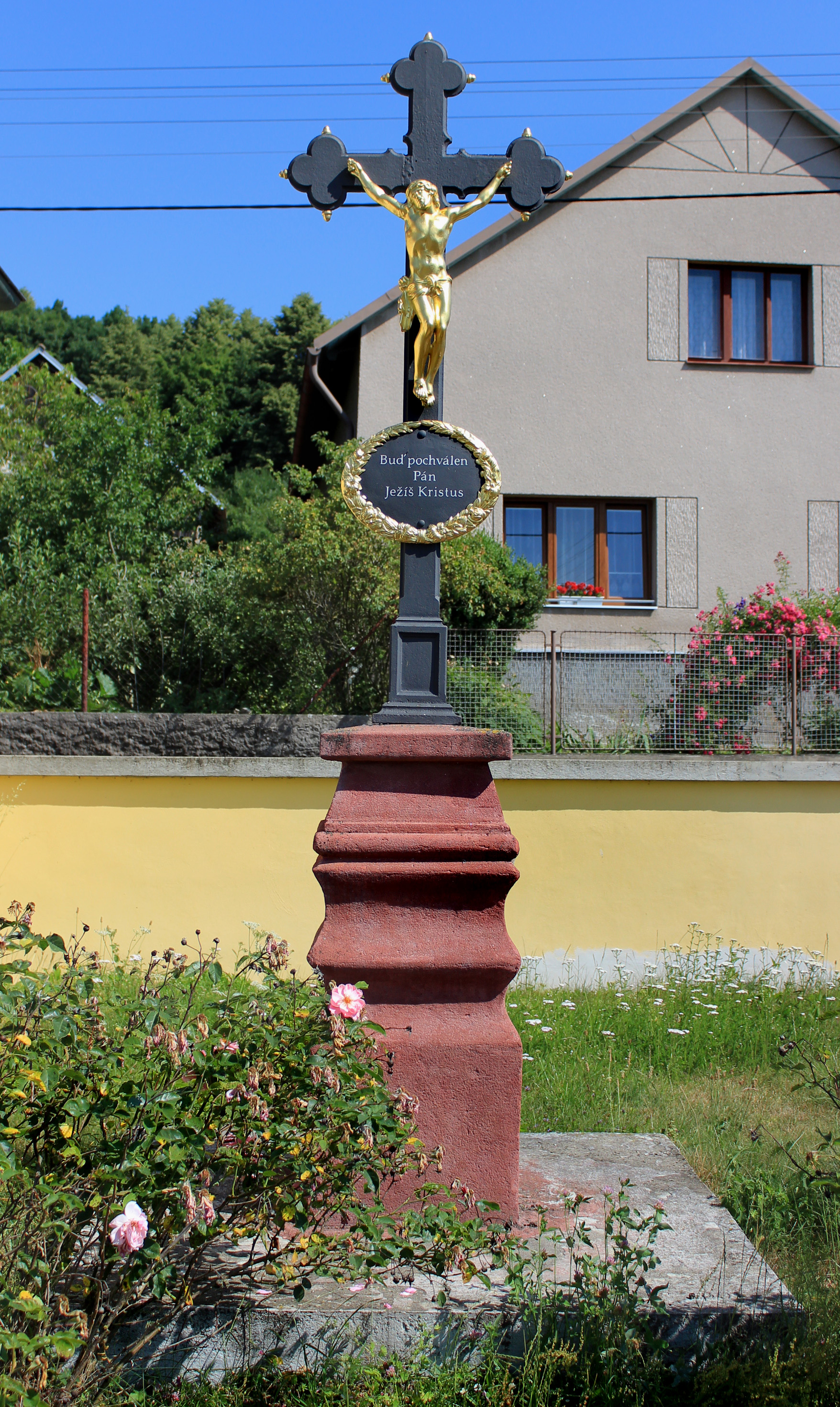
Wegkruis (2015)